# Feng av Norra Wei
Feng av Norra Wei, född 442, död 490, var en kinesisk kejsarinna, gift med kejsar Wencheng av Norra Wei. Hon var regent av den kinesiska kejsardömet Norra Wei från 466 till 467 som förmyndare för sin styvson, kejsar Xianwen av Norra Wei, och för sin styvsonson, kejsar Xiaowen av Norra Wei, från 476 till 490.